# USS Bayfield (APA-33)
USS «Бейфілд» (APA-33) (англ. USS Bayfield (APA-33) — допоміжне, військове транспортне судно військово-морських сил США. Судно, яке отримало назву на честь округу Бейфілд в штаті Вісконсин.
USS «Бейфілд» (APA-33) було закладене 14 листопада 1942 на верфі Western Pipe and Steel Company, Сан-Франциско, штат Каліфорнія і спущене на воду 15 лютого 1943. До складу військово-морських сил США увійшло 20 листопада 1943.

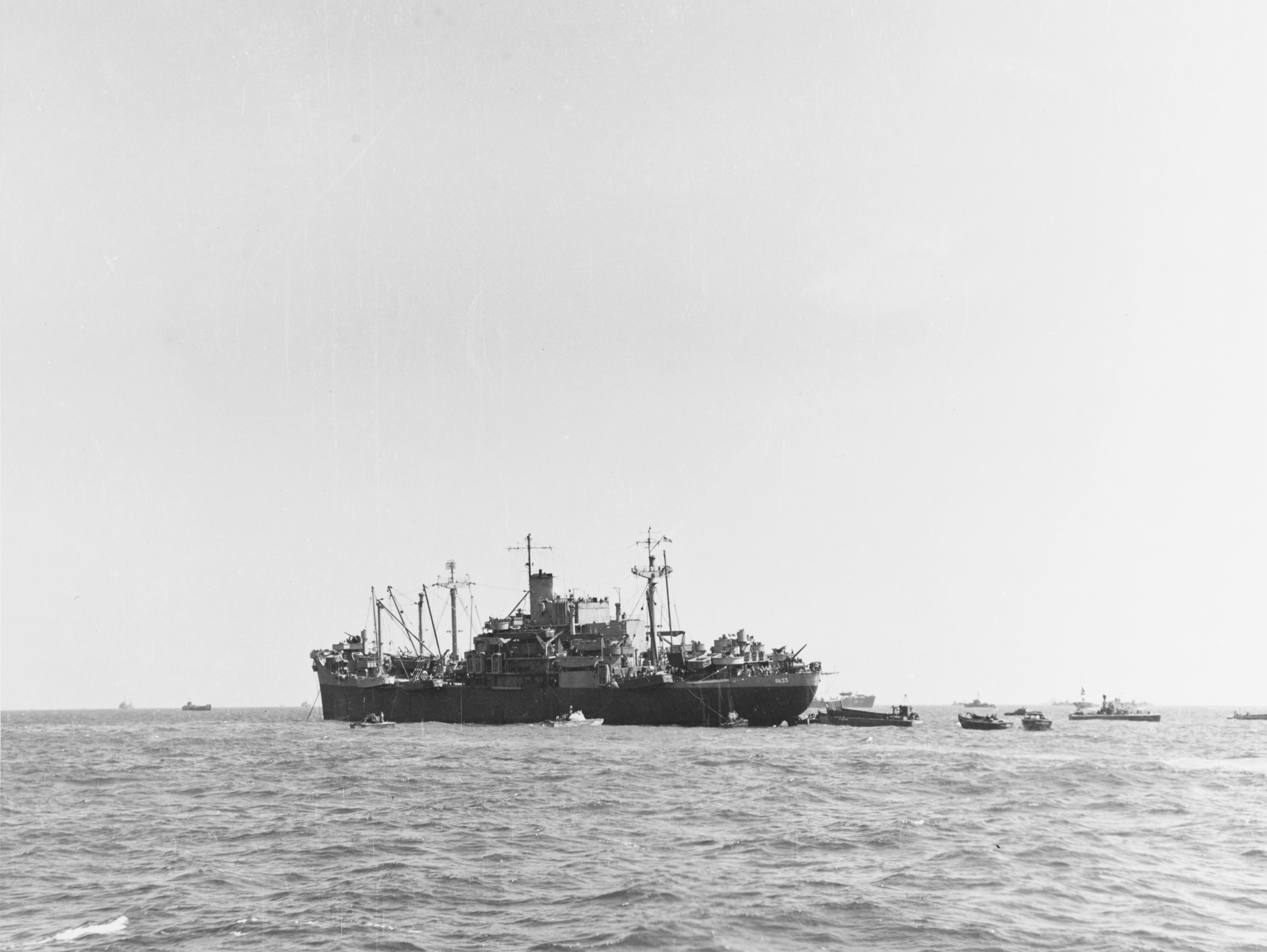
Флагманський корабель оперативної групи «U» «Бейфілд» (APA-33) здійснює перевантаження морського десанту на десантно-висадочні засоби типу LCVP, котрі прямують на плацдарм «Юта». Операція «Нептун». 6 червня 1944